# UFC 25
UFC 25: Ultimate Japan 3 foi um evento de artes marciais mistas promovido pelo Ultimate Fighting Championship, ocorrido em 14 de abril de 2000 no Yoyogi National Gymnasium em Tóquio, Japão.

## Background
O evento foi o terceiro evento do UFC acontecido no Japão. O evento principal foi a luta entre Tito Ortiz e Wanderlei Silva, para determinar o novo detentor do Cinturão Meio Pesado do UFC após Frank Shamrock sair do UFC. O locutor do octógono foi Sanshiro Matuyama em vez de Bruce Buffer.
O evento contou com a primeira aparição no UFC do futuro Campeão Peso Médio do UFC Murilo Bustamante, e também do futuro lutador do PRIDE Ikuhisa Minowa. Esse evento também contou com a entrevista com John Perretti, o matchmaker do UFC na época.
UFC 25 foi inicialmente transmitido em pay per view. Mas anos depois, o UFC 25 foi finalmente lançado como parte da coleção de DVD (UFC 21–30).

## Resultados
Nota 1 Pelo Cinturão Meio-Pesado do UFC.